# Jefferson Lara
Jefferson Lara (n. Ibarra, Ecuador; 20 de febrero de 1990) es un futbolista ecuatoriano. Juega de defensa central y su equipo actual es América de Quito de la Serie B de Ecuador.

## Trayectoria
Jefferson se inició en las formativas de Liga Deportiva Universitaria, logró debutar en el 2008 e incluso ganar la Copa Libertadores de América y la Copa Sudamericana, posteriormente su rendimiento nunca superó las expectativas del cuadro albo, en el 2010 firma por UTC, y al año siguiente por Aucas, en el 2012 fue transferido al Valle del Chota, pero su recorrido por la Serie B continuó ya que en el 2013 pasa al Deportivo Azogues y dos temporadas seguidas con el Imbabura, donde logró destacarse ya que para la temporada 2016 el Delfín Sporting Club lo contrataría para disputar la Serie A de Ecuador de ese año.

## Clubes
| Club                   | País    | Año       |
| ---------------------- | ------- | --------- |
| Liga de Quito          | Ecuador | 2008-2009 |
| UTC                    | Ecuador | 2010      |
| Aucas                  | Ecuador | 2011      |
| Valle del Chota        | Ecuador | 2012      |
| Deportivo Azogues      | Ecuador | 2013      |
| Imbabura S. C.         | Ecuador | 2014-2015 |
| Delfín S. C.           | Ecuador | 2016      |
| Manta F. C.            | Ecuador | 2016-2017 |
| C. D. Olmedo           | Ecuador | 2018      |
| Anaconda F. C.         | Ecuador | 2019      |
| Cumbayá F. C.          | Ecuador | 2020      |
| Deportivo Quito        | Ecuador | 2021      |
| Juventud               | Ecuador | 2021      |
| Santa Fe               | Ecuador | 2022      |
| Atlético Santo Domingo | Ecuador | 2022      |
| América de Quito       | Ecuador | 2023-act. |

## Palmarés

### Torneos internacionales
| Título              | Club                         | País    | Año  |
| ------------------- | ---------------------------- | ------- | ---- |
| Copa Libertadores   | Liga Deportiva Universitaria | Ecuador | 2008 |
| Recopa Sudamericana | Liga Deportiva Universitaria | Ecuador | 2009 |
| Copa Sudamericana   | Liga Deportiva Universitaria | Ecuador | 2009 |